# Péntek
A péntek a hét – a napjainkban általános, Európa keresztény részein szokásufkcos felosztás szerinti – ötödik napja.

## Etimológia
Körmendi Ferenc alapos érvelése szerint a péntek görög átvétel, a görög penta (öt) szó átvétele, a hét ötödik napjára utalva.
Mások szerint a szláv átvétele és eredetileg ötödiket jelentett (lásd a szlovén petek (péntek) kifejezést). Viszont a petek/petak értelme lehet Jézus halálának napja is. Jézus Krisztus pénteken halt meg.
Az ortodox egyház szerint böjti, a katolikus egyház szerint bűnbánati nap.

## Asztrológia
Az asztrológiában a nap a Vénusz bolygóhoz, illetve az azt megszemélyesítő Vénusz istennőhöz (Aphrodité) kötődik. A germán nyelvekben Vénusz istennő germán megfelelője, Freya nevéhez hasonulnak a nap helyi elnevezései (lásd az angol Friday, és a német Freitag kifejezést).
Péntek 13-a egy, a keresztény kultúrkörben elterjedt babona szerint baljós nap.

## A péntek más nyelvekben
Azokban az országokban, ahol a hét a vasárnappal kezdődik, a hét hatodik napja a péntek.
Újlatin nyelvekben
- olasz:	venerdì
- spanyol:	viernes
- francia:	vendredi
- román:	vineri
- katalán:	divendres

Germán nyelvekben
- angol:	Friday
- német:	Freitag
- holland: vrijdag
- svéd: fredag
- norvég: fredag
- dán: fredag

Szláv nyelvekben
- orosz: пятница
- bolgár: петък
- lengyel: piątek
- cseh: pátek
- szlovák: piatok
- horvát: petak